# Zürcher (moteurs)
Pour les articles homonymes, voir Zürcher.
Zürcher ou Zédel, devenu ensuite Donnet-Zedel, est un ancien constructeur automobile et motocycle suisse fondé en 1896. 

## Histoire
En 1896, l'ingénieur Ernest Zürcher et le mécanicien Herman Luthie s'associent dans le but de fonder la société Zürcher Luthie & Cie.
Ernest Zürcher et Hermann Lüthi fondent en 1901 la société Zürcher, Lüthi et Cie (marque Z.L.) 
L'année suivante, Lüthi s'en va de  la société.
Zürcher transforme la société Zürcher, Lüthi et Cie en société "Fabrique de Moteurs et de Machines" à Saint-Aubin Canton de Neuchâtel Suisse.  La marque est toujours Z.L.
Les premiers moteurs construits ont commencé au début du XXe siècle. En 1903, afin d'éviter les tarifs d'importation, elle édifie une nouvelle usine en France à Pontarlier la marque est Zedel. 
En clair Z.L. c'est Suisse et Zedel c'est français.
Puis en 1905, Ernest Zürcher ne voulant pas faire la copie d'une voiture Clément pour l'importateur milanais Corrado Frerra, qui assemblait déjà des motos à son nom et à moteur Z.L. estampillé à son nom, est "viré" par son banquier de la société "Fabrique de Moteurs et de Machines". 
Fermeture de l'usine Saint-Aubin en 1905, reste l'usine de Pontarlier qui va fonctionner jusqu'en 1928...
Revenu ensuite Saint-Aubin, Ernest Zürcher créé en 1907 une nouvelle société dite "Fabrique de Moteurs pour Automobiles et de Moteurs Industriels Ernest Zürcher". 
N'ayant pas de moyens, il s'associe donc avec Edmond Gentil qui cherche un motoriste.
Une nouvelle usine est créée à Saint Aubin. Celle ci est dirigée par Ernest Zürcher et Edmond Gentil prend à bail une usine à La Ferrière-sous-Jougne qui est confié à Louis Vurpillot, beau frère d'Edmond Gentil et frère de Louis Vurpillot qui achétera bientôt Terrot puis Magnat-Debon. Cette dernière usine de La Ferrière-sous-Jougne produira des moteurs jusqu'en 1928 et restera l'agence commerciale des Moteurs Zürcher jusqu'en 1932.
En janvier 1924, la société change son nom et devient désormais Donnet-Zedel. 

Donnet a finalement été vendu à Simca en 1935.

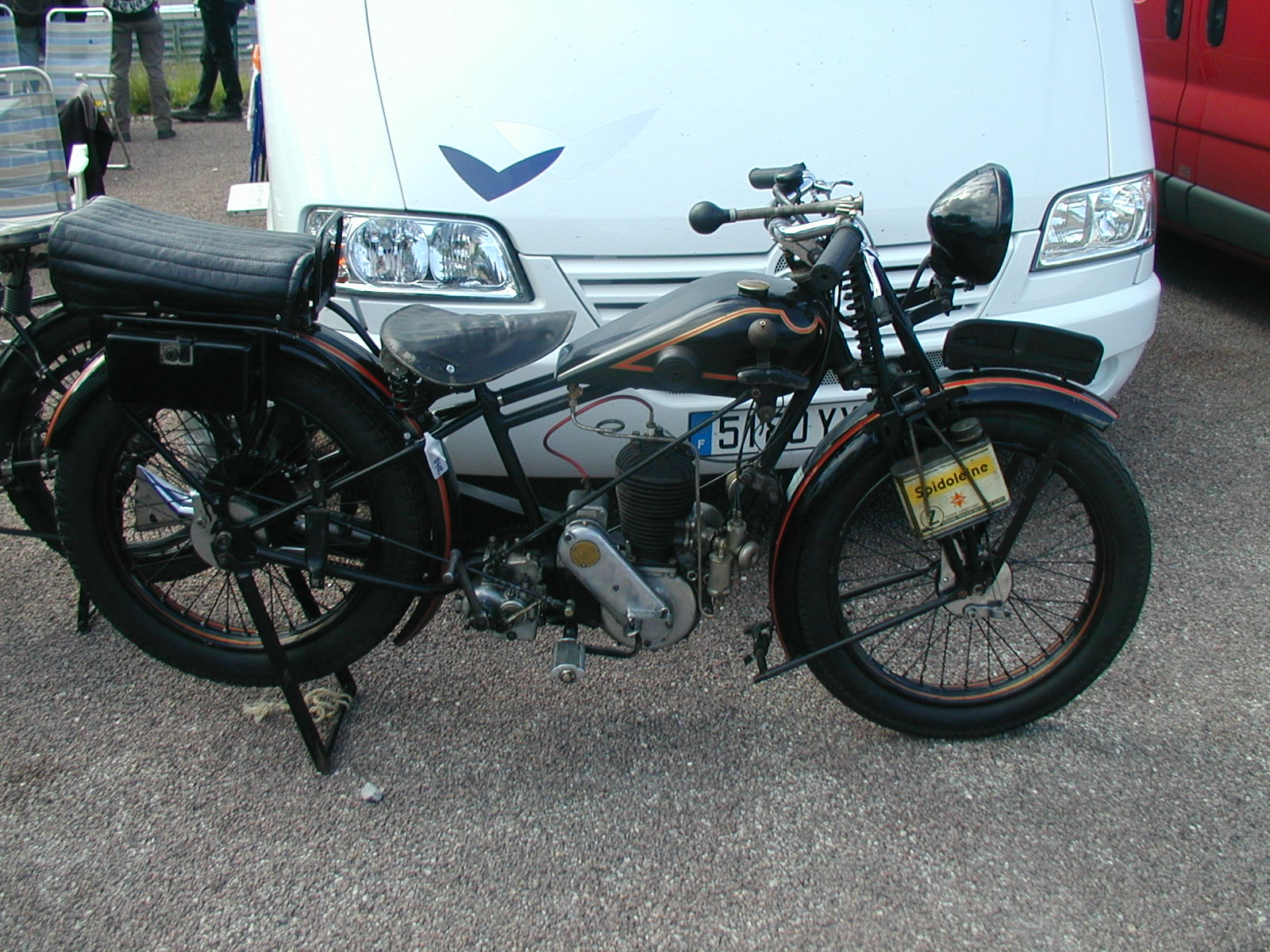
Une Labor 250 de 1932 à moteur Zürcher.